# Mączniak rzekomy

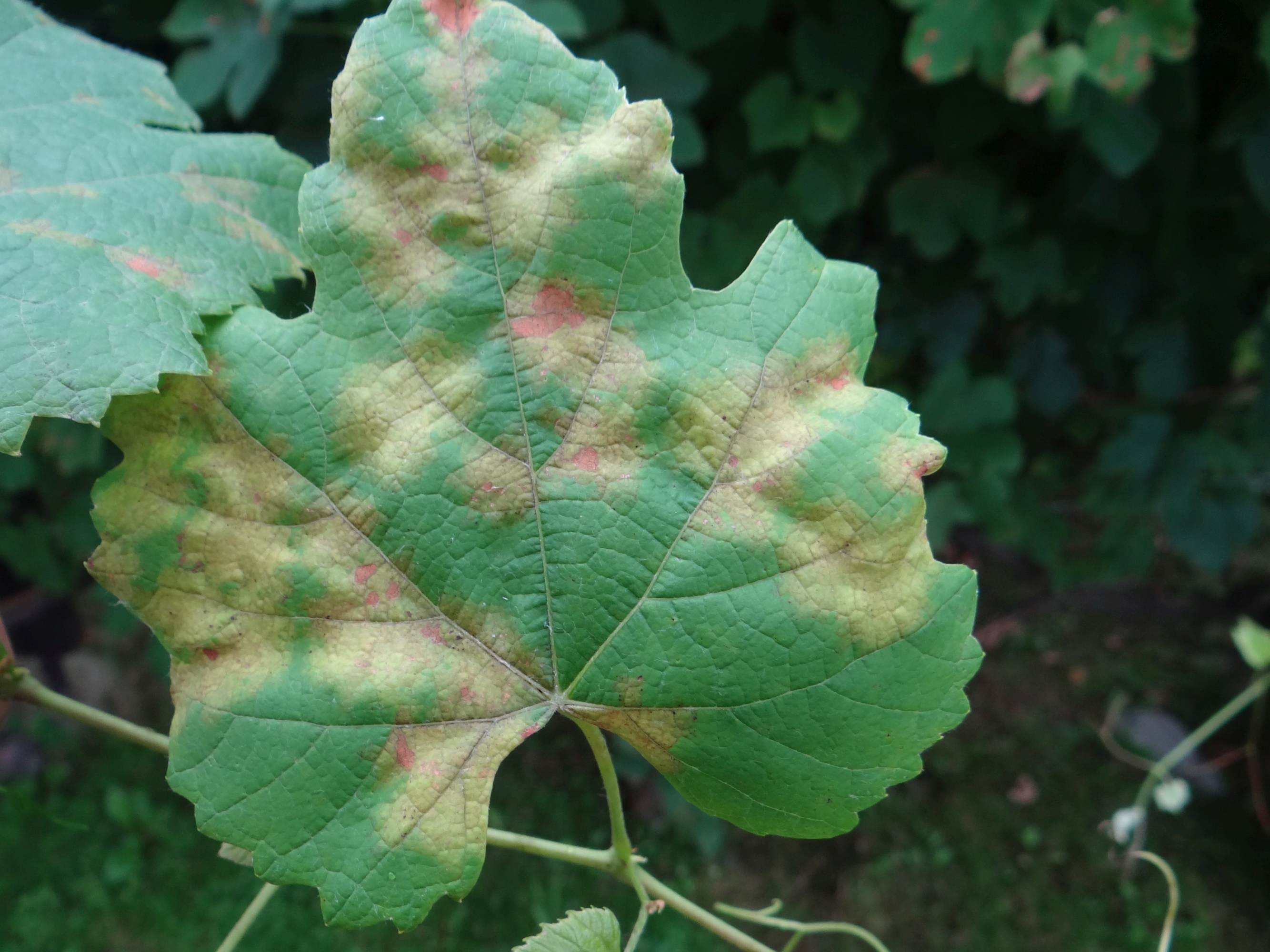
Objawy mączniaka rzekomego winorośli na górnej stronie blaszki liściowej

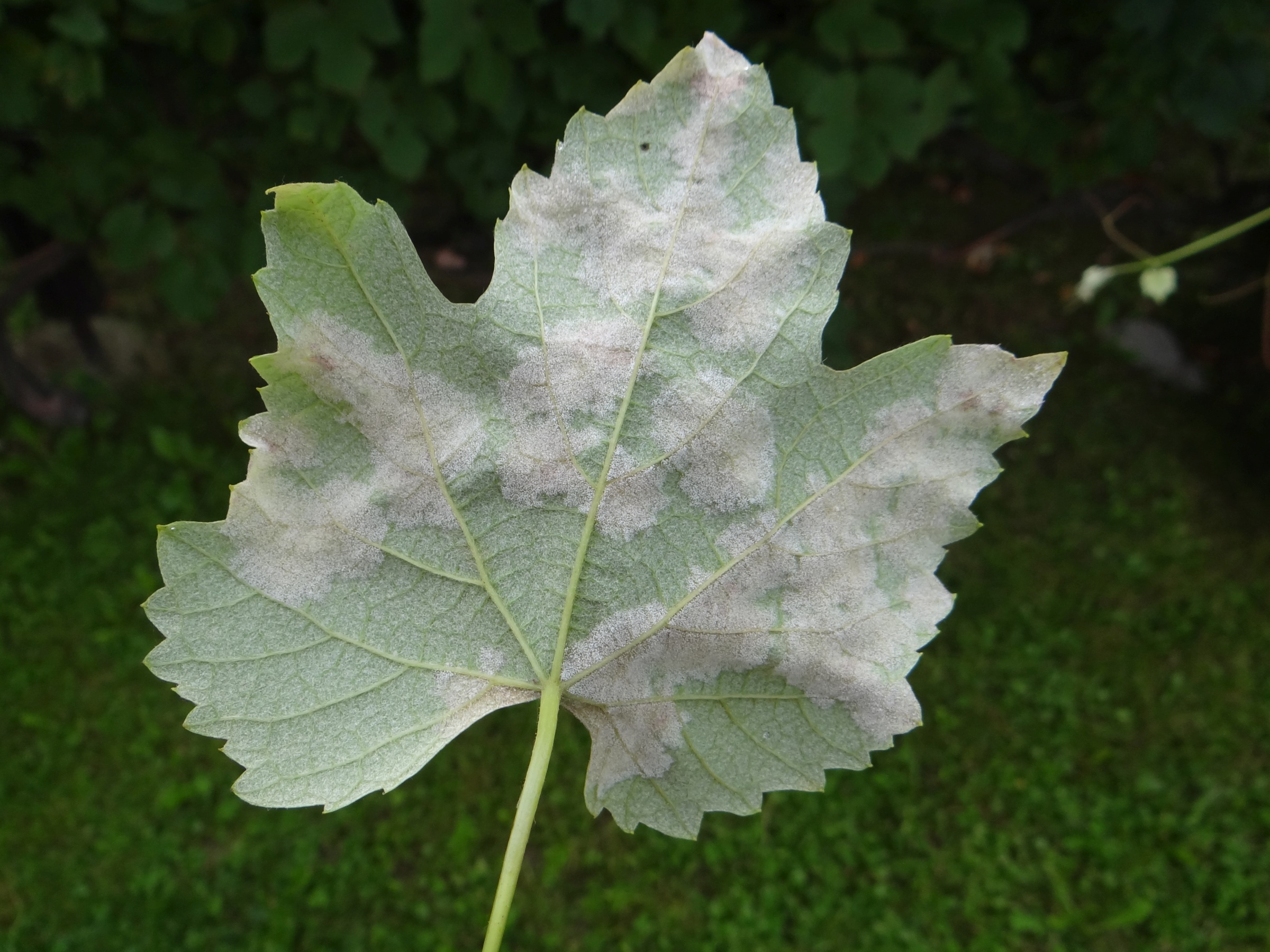
Objawy mączniaka rzekomego winorośli na dolnej stronie blaszki liściowej

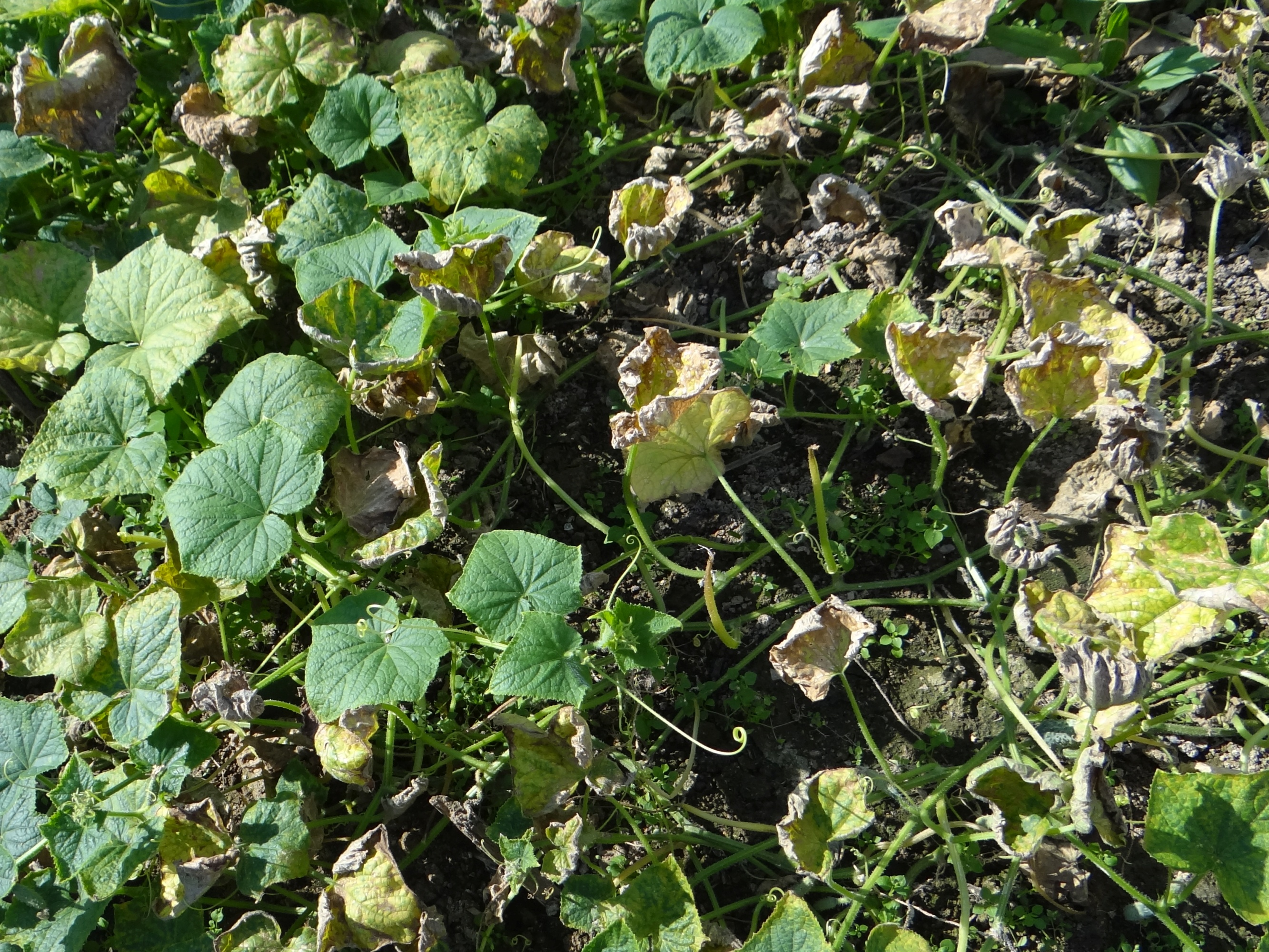
Ogórki porażone przez mączniaka rzekomego dyniowatych

Mączniak rzekomy – grupa chorób roślin wywołana przez organizmy zaliczane do klasy lęgniowców (Oomycota). Są to organizmy grzybopodobne, w nowych klasyfikacjach zaliczane do odrębnego królestwa chromistów (Chromista). Są endopasożytami porażającymi zarówno nadziemne, jak i podziemne części roślin. Charakterystycznymi objawami ich występowania na liściach roślin są chlorotyczne plamy na górnej stronie blaszki liściowej i biały lub szarobiały nalot na dolnej stronie blaszki pod liśćmi. Plamy na górnej stronie blaszki początkowo są nieco przeźroczyste, żółte, później brunatnieją. Silnie porażone liście zamierają, a choroba rozprzestrzenia się na inne części rośliny.

## Mączniaki rzekome
- mączniak rzekomy astra chińskiego (Basidiophora entospora)
- mączniak rzekomy baldaszkowatych (Plasmopara nivea)
- mączniak rzekomy bobiku (Peronospora viciae)
- mączniak rzekomy buraka (Peronospora farinosa)
- mączniak rzekomy cebuli (Peronospora destructor)
- mączniak rzekomy ciemiernika (Plasmoverna hellebori)
- mączniak rzekomy chmielu (Pseudoperonospora humuli)
- mączniak rzekomy chryzantemy (Peronospora radii)
- mączniak rzekomy cynerarii (Bremia lactucae, Plasmopara halstedii)
- mączniak rzekomy dyniowatych (Pseudoperonospora cubensis)
- mączniak rzekomy dzwonka (Peronospora corollae)
- mączniak rzekomy eustomy (Peronospora chlorae)
- mączniak rzekomy gerbery (Bremia lactucae)
- mączniak rzekomy goździka (Peronospora dianthicola, Peronospora dianthi)
- mączniak rzekomy gryki (Peronospora fagopyri)
- mączniak rzekomy grochu (Peronospora viciae)
- mączniak rzekomy groszku pachnącego (Peronospora viciae)
- mączniak rzekomy jeżyny (Peronospora sparsa)
- mączniak rzekomy kocanki (Bremia lactucae)
- mączniak rzekomy konopi (Pseudoperonospora cannabina)
- mączniak rzekomy koniczyny (Peronospora trifoliorum)
- mączniak rzekomy krzyżowych (Hyaloperonospora brassicae, Hyaloperonospora parasitica)
- mączniak rzekomy laku (Hyaloperonospora cheiranthi)
- mączniak rzekomy lucerny (Peronospora trifoliorum)
- mączniak rzekomy lewkonii (Peronospora matthiolae)
- mączniak rzekomy lwiej paszczy (Peronospora antirrhini)
- mączniak rzekomy maku (Peronospora arborescens)
- mączniak rzekomy nostrzyka (Peronospora trifoliorum)
- mączniak rzekomy rabarbaru (Peronospora jaapiana)
- mączniak rzekomy róży (Peronospora sparsa)
- mączniak rzekomy sałaty (Bremia lactucae)
- mączniak rzekomy słonecznika (Plasmopara halstedii)
- mączniak rzekomy soi (Peronospora manshurica)
- mączniak rzekomy szpinaku (Peronospora farinosa)
- mączniak rzekomy tytoniu (Peronospora hyoscyami)
- mączniak rzekomy winorośli (Plasmopara viticola)
- mączniak rzekomy wyki (Peronospora hyoscyami)
- mączniak prawdziwy zatrwianu (Peronospora statices)
- mączniak rzekomy zawilca (Plasmoverna pygmaea)[2].

## Ochrona
Mączniaki rzekome to bardzo groźne choroby roślin. Początkowo rozwijają się w sposób mało zauważalny, a gdy objawy stają się widoczne, choroba jest już bardzo zaawansowana i jej rozwój przebiega wówczas bardzo szybko. Zapobieganie i zwalczanie polega na:
- uprawianiu odmian odpornych na mączniaki rzekome
- usuwaniu z pola i niszczeniu resztek roślin, gdyż w nich zimuje patogen. Roślin porażonych chorobą nie powinno się kompostować
- unikaniu zwilżania liści podczas podlewania, gdyż zwilżone liście są warunkiem infekcji
- opryskiwanie fungicydami przeznaczonymi do zwalczania mączniaków rzekomych. Zaleca się profilaktyczne opryskiwania środkami powierzchniowymi, a w momencie pojawienia się objawów choroby środkami wnikającymi do rośliny (dogłębnymi).

Istnieje inna grupa chorób również zwana mączniakami. Są to mączniaki prawdziwe wywoływane przez grzyby.